# Campeonato Sudamericano de Baloncesto de 1955
El Campeonato Sudamericano de Baloncesto de 1955 corresponde a la XVI edición del Campeonato Sudamericano de Baloncesto. Disputado en Cúcuta, Colombia entre los días 13 y 31 de agosto. Fue ganado por la selección de Uruguay. Nueve países compitieron.

## Resultados

### Ronda previa
La primera ronda constaba de 12 partidos entre las seis selecciones participantes. Clasifican los cuatro mejores primeros.
|   | Equipo    | Pts | G | P | PF  | PC  | Dif |
| - | --------- | --- | - | - | --- | --- | --- |
| 1 | Brasil    | 6   | 3 | 0 | 183 | 138 | +45 |
| 2 | Paraguay  | 6   | 3 | 0 | 177 | 148 | +29 |
| 3 | Perú      | 5   | 2 | 1 | 154 | 163 | -9  |
| 4 | Uruguay   | 4   | 2 | 0 | 125 | 91  | -34 |
| 5 | Argentina | 4   | 2 | 0 | 128 | 97  | -31 |
| 6 | Chile     | 3   | 0 | 3 | 154 | 168 | -14 |
| 7 | Ecuador   | 3   | 0 | 3 | 153 | 190 | -37 |
| 8 | Colombia  | 2   | 0 | 2 | 102 | 138 | -36 |
| 9 | Venezuela | 2   | 0 | 2 | 99  | 137 | -38 |

| Brasil    | 42 - 38 | Chile     |
| Brasil    | 84 - 60 | Colombia  |
| Paraguay  | 58 - 39 | Ecuador   |
| Peru      | 57 - 49 | Chile     |
| Paraguay  | 50 - 42 | Venezuela |
| Perú      | 42 - 40 | Ecuador   |
| Uruguay   | 87 - 57 | Venezuela |
| Uruguay   | 38- 34  | Ecuador   |
| Argentina | 54 - 42 | Colombia  |
| Brasil    | 57- 40  | Ecuador   |
| Paraguay  | 69 - 67 | Chile     |
| Argentina | 56 - 39 | Perú      |

### Final
En esta ronda las cuatro selecciones clasificadas se enfrentaban en seis partidos. 
|   | Equipo    | Pts | G | P | PF  | PC  | Dif |
| - | --------- | --- | - | - | --- | --- | --- |
| 1 | Uruguay   | 5   | 2 | 1 | 186 | 167 | +19 |
| 2 | Paraguay  | 5   | 2 | 1 | 165 | 162 | +3  |
| 3 | Brasil    | 4   | 1 | 2 | 154 | 156 | -2  |
| 4 | Argentina | 4   | 1 | 2 | 152 | 172 | -20 |

| Paraguay  | 50 - 43 | Brasil    |
| Brasil    | 63 - 35 | Argentina |
| Paraguay  | 53 - 50 | Argentina |
| Uruguay   | 61 - 48 | Brasil    |
| Argentina | 57 - 56 | Uruguay   |
| Uruguay   | 69 - 62 | Paraguay  |

| Uruguay         |
| Campeón Uruguay |
| Séptimo título  |